# Joseph Banga Bane
Joseph Banga Bane (* 19. Mai 1957 in Miala, Demokratische Republik Kongo) ist ein kongolesischer Geistlicher und emeritierter römisch-katholischer Bischof von Buta.

## Leben
Joseph Banga Bane empfing am 15. August 1983 das Sakrament der Priesterweihe.
Am 15. Dezember 1995 ernannte ihn Papst Johannes Paul II. zum Koadjutorbischof von Buta. Der Bischof von Boma, Joachim Mbadu Kikhela Kupika, spendete ihm am 11. April 1996 die Bischofsweihe; Mitkonsekratoren waren der Bischof von Bunia, Léonard Dhejju, und der Apostolische Nuntius in der Demokratischen Republik Kongo, Erzbischof Faustino Sainz Muñoz. Am 27. September 1996 wurde Joseph Banga Bane in Nachfolge von Jacques Mbali, der aus Altersgründen zurücktrat, Bischof von Buta.
Papst Franziskus nahm am 17. Mai 2021 das von Joseph Banga Bane vorgebrachte Rücktrittsgesuch an.